# Panorama du Caire
Le Panorama du Caire, exactement intitulé Le Caire et les rives du Nil (1881), est une vaste toile panoramique circulaire, aujourd'hui perdue, peinte par l'artiste peintre belge Émile Wauters (1846-1933).

## Genèse de la toile
En 1880, la mode est aux panoramas. Une société commerciale belgo-autrichienne présentant au public ces gigantesques toiles passe commande à Émile Wauters du Panorama de la bataille de Custozza, une œuvre destinée à être exposée à Vienne, en Autriche. Mais Wauters refuse la commande, de crainte de heurter la susceptibilité de l'Italie (les deux pays ont des rivalités territoriales). Se remémorant son voyage de 1869 en Égypte, il propose de concevoir un autre panorama plus pittoresque avec comme sujet la ville du Caire. 
Le prince héritier de l’Empire austro-hongrois, l'archiduc Rodolphe se rendant justement en Égypte, Wauters, accompagné de son frère Alphonse, est convié au voyage afin de réaliser un panorama relatant cette visite,.
À noter que l'archiduc se fiance en 1880 avec la princesse Stéphanie de Belgique et l'épouse l'année suivante.

## Réalisation du panorama
Émile Wauters reste deux mois en Égypte, où il peint quelque 70 études et accumule des documents sur ce pays. De retour en Belgique, avec l'aide de quelques amis et élèves dont Jean Degreef, il réalise en 1880 et 1881 en moins d'un an son immense panorama de 114 mètres de longueur et 14 mètres de hauteur intitulé Le Caire et les rives du Nil. Le motif officiel en est éclipsé et sa toile montre un pays enchanteur avec sa lumière, sa vie et son mouvement.
Les Établissements Mommen de Saint-Josse-ten-Noode fournissent la toile et le matériel pour la réalisation du Panorama.

## Villes hôtes du panorama
Ce vaste panorama, connu sous le nom de Panorama du Caire, est exposé à Vienne en 1882 pour l'inauguration d'une nouvelle rotonde, puis, toujours avec un grand succès, à Munich puis La Haye en 1887 et 1888. 
En 1895, la rotonde viennoise est victime d'un incendie. Le panorama est alors ramené en Belgique et laissé dans un entrepôt de Molenbeek-Saint-Jean.
Il est finalement acquis par un mécène, le baron Cavens, et offert à l'État belge en 1896 afin d'être installé au parc du Cinquantenaire à Bruxelles dans un pavillon mauresque en forme de mosquée spécialement construit par Ernest Van Humbeeck pour l'abriter. La toile sera ainsi une pièce maîtresse de l'exposition universelle de 1897,.

## Vicissitudes de la toile
Bien que construit pour durer et devenir une annexe des musées royaux des Arts décoratifs et industriels, le bâtiment trop humide est bientôt fermé au public et laissé à l'abandon. Le Panorama du Caire se dégrade alors rapidement. Alfred Bastien, qui avait élaboré et peint le Panorama de la bataille de l'Yser en 1919-1920 dans cette même rotonde, est chargé de la restauration vers 1923. Bastien doit repeindre complètement certaines parties, dont la quasi-totalité du ciel. Le pavillon est à nouveau ouvert au public, mais bien vite l'humidité fait à nouveau des ravages. De plus, le gouvernement se déclarant incapable de rémunérer un gardien, la toile est à nouveau laissée à l'abandon. Émile Wauters éprouve une rancœur tenace envers le gouvernement, coupable de négligence envers son œuvre. En 1950, Bastien est chargé de la même opération, la verrière de la rotonde ayant été endommagée durant la Seconde Guerre mondiale. En 1963, elle ferme une nouvelle fois au public.
En 1967, à la suite d'une visite officielle du roi Fayçal ben Abdelaziz Al Saoud d'Arabie saoudite, le bâtiment est confié à la communauté musulmane. Ouvert à tous les vents, le bâtiment souffrait d'un relatif abandon,.
En 1970, l'œuvre de Wauters subit des dommages dus à des coups de couteau. Puis, des vandales s'amusent à détacher la toile pour la faire tomber au sol, tentant même, mais sans y parvenir, d'y bouter le feu avec de l'essence.
Le musée Art et Histoire décide alors de la retirer, en 1970 ou 1971.
Selon une note trouvée dans les archives du musée, le panorama aurait été découpé en morceaux, formant six rouleaux. Ils sont entreposés dans les réserves du musée, d'où ils auraient mystérieusement disparu au milieu des années 1980. Malgré leur taille énorme, ils deviennent par la suite introuvables. En réalité, l'œuvre était déjà perdue dès le début des années 1970. Victime de l'humidité, vandalisée, en partie brûlée, sans compter la moisissure, il ne doit donc plus en rester grand-chose, même si des collections privées en conservent des fragments.
En 1975, la rotonde du Cinquantenaire est rénovée par l'architecte tunisien Mongi Boubaker, qui la transforme afin d'accueillir le Centre islamique et culturel et la Grande Mosquée de Bruxelles, inaugurés en 1978 (voir ce dernier article pour l'histoire de la rotonde).
En décembre 2020, un fragment de 1,15 sur 4,3 mètres est retrouvé par un antiquaire à Villecroze, dans le Var. Il s'agit du morceau figurant l'attelage de l'archiduc Rodolphe.

## Tableaux témoins duPanorama du Caire
De nombreux tableaux de Bastien sont soit des études pour le Panorama, soit des reprises de parties de la toile. Felouques sur le Nil conservée au musée Charlier à Saint-Josse-ten-Noode et Le Caire près du pont de Kasr-el-Nil, une toile de 102 × 240 cm peinte en 1881 et conservée au Musée des beaux-arts d'Anvers en sont deux exemples.
À noter qu'un petit musée accolé à la rotonde accueillait à l'origine une autre toile d'Émile Wauters, Sobieski devant Vienne.